# ابن نغريلة
شموئيل اللاوي بن يوسف الناجيد (بالعبرية: שמואל הלוי בן יוסף הנגיד) وعرف بالعربية باسم إسماعيل بن النغريلة (ولد في 993م، توفي بعد 1056م) هو عالم تلمودي ونحوي ولغوي وعسكري وسياسي وراعي للفنون والعلوم وشاعر يهودي أندلسي. كان كبير وزراء طائفة غرناطة ومن قادة جيوشها. ويعتبر صاحب أكبر مكتبة شخصية في الأندلس.

## مسيرته
ولد في ماردة، وكان يدعي أنه ينتسب للنبي داود. تلقى تعليمه في مدينة قرطبة، حيث درس الشريعة اليهودية على يدي "حنوخ بن موسى والعبرية على يد النحوي يحيى بن حيوج الفاسي، وأصبح عالما تلموديا يجيد اللغتين العبرية والعربية. كما تمكـن وبرع في الأدب العبري والعربي، وأصبح قادراً على نظم الشعر باللغتين، كما اهتم بعلم الفلك والهندسة والمنطق، وقرأ القرآن وعدداً من كتب الفقه الإسلامي، وبعض دراسات النصارى عن الإنجيل.
بدأ حياته المهنية كتاجر في قرطبة. وبعد اندلاع فتنة الأندلس سنة 1009م طال مدينة قرطبة التخريب بعد حصار سنة 1013م، خلال الصراع الذي جرى بين محمد المهدي بالله وسليمان المستعين بالله. فترك ابن نغريلة قرطبة وتوجه لملقة وفتح حانوت للتوابل.
تزوج ابنة العالم التلمودي الكبير نسيم بن يعقوب المقيم في القيروان.

### الوزارة
التحق ببلاط طائفة غرناطة من بني زيري، حيث عَمل بجمع الضرائب، ثم عيّن كاتباً ومساعداً عند الوزير أبي العباس. وفي عام 410 هـ 1020م أصبح ابن النغريلة من وزراء حبوس بن ماكسن. كما عُين رئيس أركان الجيش ، وقاد عدة معارك ومناوشات ضد مملكة بنو عباد الإشبيلية. وفي عام 1027 أطلق عليه الكنية العبرية «نجّيد» بالمعنى رئيس يهود الأندلس. بعد وفاة الملك حبوس عام 1037م خلفه ابنه باديس بن حبوس ، بدلاَ من ابنه الآخر بلّغين، وتم ذلك بمساعدة ابن النرغيلة. فكافأه الملك الجديد وقرَّبه منه وعيَّنه وزيراً له وأصبح من أهم الشخصيات في المملكة، بل المسير الفعلي لشؤون الدولة.
توفي إسماعيل ابن النغريلة عام 1056 لأسباب طبيعية، فعيّن الملك باديس ابنه يوسف، كاتباً له، وهو في سن 21، وبسبب احتكار اليهود لهذا المنصب والتجاوزات التي اشتكى منها أهل غرناطة قامت العامة بانتفاضة ضده في 30 ديسمبر 1066، فقتلوه وصلبوه على البوابة الرئيسية للمدينة وهم يرددون أبيات القصيدة النونية الشهيرة لأبو إسحاق الإلبيري. التي حرض فيها على اليهود، وقامت الغوغاء بمذبحة ضد يهود غرناطة،

## مسيرته العلمية والأدبية
ألف عدة قصائد وجمعها في ديوان مكون من ثلاثة كتبٍ ، وأطلق عليها أسماء «ابن المزامير»، «ابن الأمثال»، و«ابن سفر الجامعة». تناولت قصائده الحب والحرب والصداقة والحكمة والأخلاق والرثاء والصلاة لله مثل قصائد البيوط والأدعية. وقد ذكر موسى بن عزرا بأنه استفاد منها كثيرا. أعيد نشرها أول مرة سنة 1934م في أكسفورد. وقلَّد ابن النغريلة أمراء عصره من المسلمين، باجتذاب الشعراء وكوَّن لنفسه حاشية من الشعراء اليهود والمسلمين. وفي النحو كتب عدة مؤلفات أبرزها كتاب الكنز (بالعبرية: ספר העושר)، وحرَّر معجماً لعبرية التوراة.
كما ألف كتاباً عن الشريعة اليهودية بعنوان آرامي «سفر هِلكِثا ربربثا» أو «كتاب الشريعة الكبيرة» اقتبسه من التلمود الأورشليمي والتلمود البابلي ومن الكتاب القديم الذي ألفه الحاخام أحاي رئيس مدرسة «فم بديثا» العراقية في القرن الثامن الميلادي، واستعمل ابن نغريلة في تأليفه اللغة العربية وبالحروف العبرية أما الشواهد فقد كانت بالآرامية والعبرية، ونُشر الكتاب في الأندلس عام 1049م، وقد ذكر سليمان بن جبيرول بأن ابن نغريلة استطاع بهذا الكتاب نقل مركزَ الديانة اليهودية من بغداد إلى الأندلس.
وكانت لابن النغريلة اتصالات مع علماء اليهود في القيروان، مثل الحاخام ابن شاهين والحاخام حاننئل بن حوشيئل (965 - 1005). كما نسخ عددا كبيرا من المشنا والتلمود على نفقته الخاصة ووزعها على الطلاب في مدارس الأندلس والبلدان الأخرى. وكان يرسل سنوياً هدايا بينها زيت الزيتون من حقوله الخاصة للكنس اليهودية في القدس. كما ألف عدة كتابات جدلية طاعناً في صدق القرآن ، فرد عليه ابن حزم في كتاب سماه الرد على ابن نغريلة اليهودي. ومع هذا، كان ابن النغريلة مندمجاً تماماً في الحضارة العربية الإسلامية.

## روابط خارجية
- ابن نغريلة على موقع الموسوعة البريطانية (الإنجليزية)